# Phare de Doëlan amont
 (mai 2021).

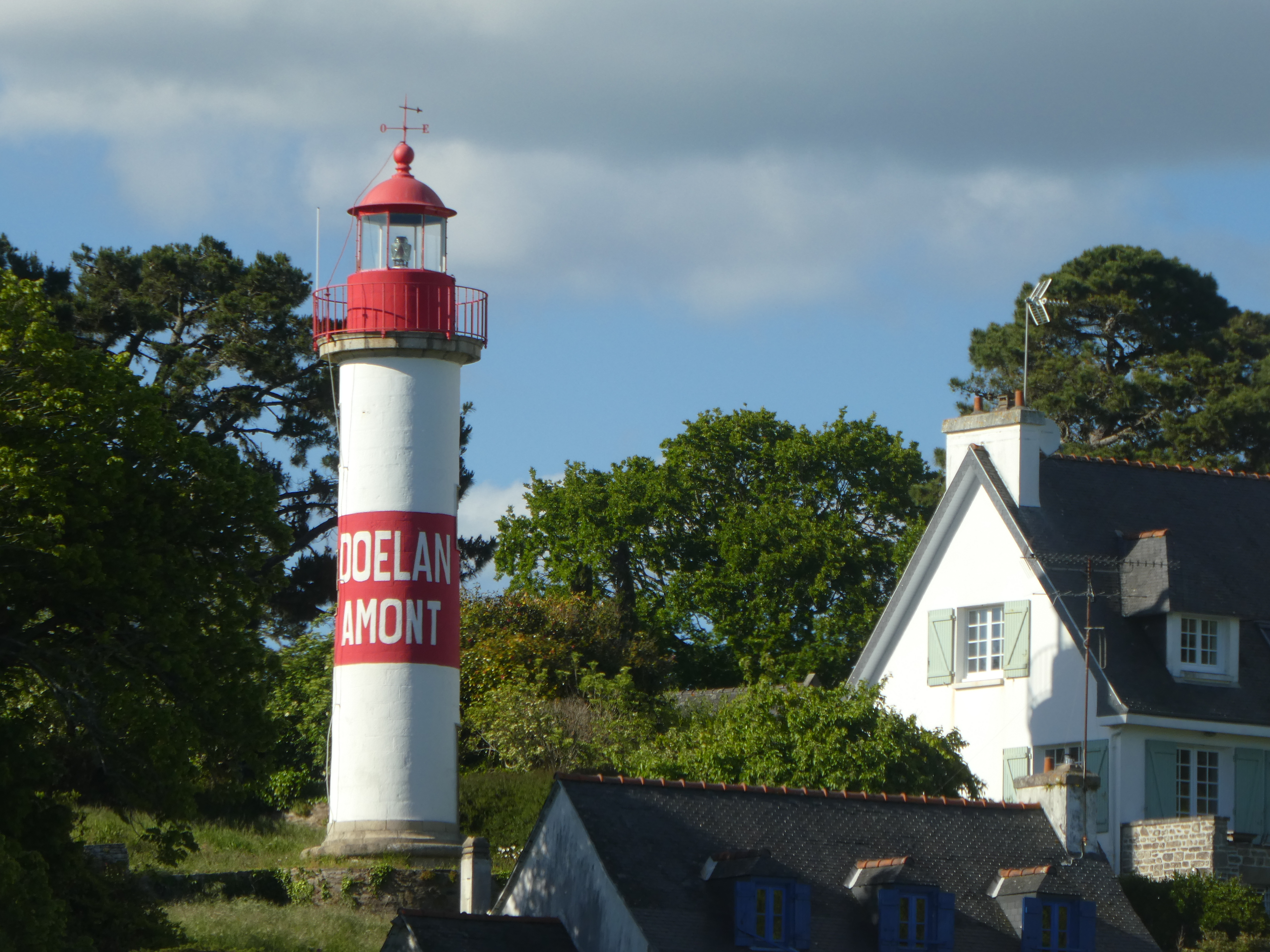
Phare de Doëlan amont dit le phare rouge.

Le phare de Doëlan amont, dit le phare rouge, appelé aussi Tour-Tan Mont Sera, est situé sur la rive droite de la ria de Doëlan, un des ports de la commune de Clohars-Carnoët (Finistère). L'entrée du port de Doëlan est guidée par l'alignement du Phare de Doëlan aval situé 326 m au sud (vert, rive gauche) et du phare amont.

## Historique
Le projet de construction du phare de Doëlan amont et du phare aval date de 1845. Mais c'est seulement en 1861 que la construction en a été réalisée, par l'entrepreneur de Quimperlé Charles Dubreuil. 

## Description
- Hauteur du foyer au-dessus du sol : 11,5 m
- Hauteur du foyer au-dessus des hautes mer : 27 m
- Feu : Rythme 1+1 sur 12 secondes
- Puissance principale : 90 watts[réf. nécessaire]
- Puissance de secours : 40 watts[réf. nécessaire]
- Portée lumineuse 50 % de l'année : 24 Km
- Portée lumineuse 90 % de l'année : 11 Km

D'une hauteur de 14 m, le phare est construit en moellon de schiste sur un soubassement de granit de Pont-Aven. La toiture est couverte d'ardoise et de fer.